# Monumente istorice ale vechiului Kyoto (orașele Kyoto, Uji și Otsu)
„Monumente istorice ale vechiului Kyoto (orașele Kyoto, Uji și Otsu)” este denumirea unui loc din Patrimoniul Mondial UNESCO, situat în Japonia, în raza sau în apropierea orașului Kyoto (vechea capitală a Japoniei). Cuprinde 17 obiecte de partimoniu, amplasate în trei localități învecinate: orașele Kyoto și Uji din prefectura Kyoto, și orașul Otsu din prefectura Shiga. Din cele 17 monumente, 13 sunt temple budiste, 3 sunt sanctuare (altare) șintoiste și unul este castel medieval. Acest loc este înregistrat în lista Patrimoniului Mondial UNESCO din anul 1994.

## Lista de monumente
| Denumire | Categorie                                  | Imagine |
| --- | ------------------------------------------ | ------- |
| Sanctuarul Kamowakeikazuchi (賀茂別雷神社 Kamo Wake-ikazuchi Jinja?) cunoscut ca sanctuarul Kamigamo (上賀茂神社 Kamigamo Jinja?) | Sanctuar (altar) șintoist                  |         |
| Sanctuarul Kamomioya (賀茂御祖神社 Kamo Mioya Jinja?) cunoscut ca Sanctuarul Shimogamo (下鴨神社 Shimogamo Jinja?)                | Sanctuar (altar) șintoist                  |         |
| Kyōōgokoku-ji (教王護国寺?) cunoscut ca (東寺 Tō-ji?)                                                                             | Templu budist (școala Shingon)             |         |
| Kiyomizu-dera (清水寺?) | Templu budist (independent)                |         |
| Enryaku-ji (延暦寺?) | Templu budist (școala Tendai)              |         |
| Daigo-ji (醍醐寺?) | Templu budist (școala Shingon)             |         |
| Ninna-ji (仁和寺?) | Templu budist (școala Shingon)             |         |
| Byōdō-in (平等院?) | Templu budist (școlile Jōdo-shū și Tendai) |         |
| Sanctuarul Ujigami (宇治上神社 Ujigami Jinja?)                                                                                    | Sanctuar (altar) șintoist                  |         |
| Kōzan-ji (高山寺?) | Templu budist (școala Shingon)             |         |
| Saihō-ji (西芳寺?) cunoscut ca Templul de Mușchi (苔寺 Koke-dera?)                                                                | Templu budist (școala Rinzai Zen)          |         |
| Tenryū-ji (天龍寺?) | Templu budist (școala Rinzai Zen)          |         |
| Rokuon-ji (鹿苑寺?) cunoscut ca Templul Pavilionului de Aur (金閣寺 Kinkaku-ji?)                                                  | Templu budist (școala Rinzai Zen)          |         |
| Jishō-ji (慈照寺?) cunoscut ca Templul Pavilionului de Argint (銀閣寺 Ginkaku-ji?)                                                | Templu budist (școala Rinzai Zen)          |         |
| Ryōan-ji (竜安寺、龍安寺? Templul Dragonului Pașnic)                                                                              | Templu budist (școala Rinzai Zen)          |         |
| Nishi Hongan-ji (西本願寺?) | Templu budist (școala Jōdo Shinshū)        |         |
| Castlul Nijō (二条城 Nijō-jō?) | Castel                                     |         |

## Vezi și
Lista de locuri din Partimoniul Mondial din Japonia